# جون ويليامسون (لاعب كرة قدم)
جون ويليامسون (بالإنجليزية: John Williamson)‏ هو لاعب كرة قدم بريطاني (وحمل سابقاً جنسية المملكة المتحدة لبريطانيا العظمى وأيرلندا) في مركز الدفاع، ولد في 1893م في مانشستر في المملكة المتحدة. لعب مع مانشستر يونايتد ونادي بوري.